# Omar Victor Diop

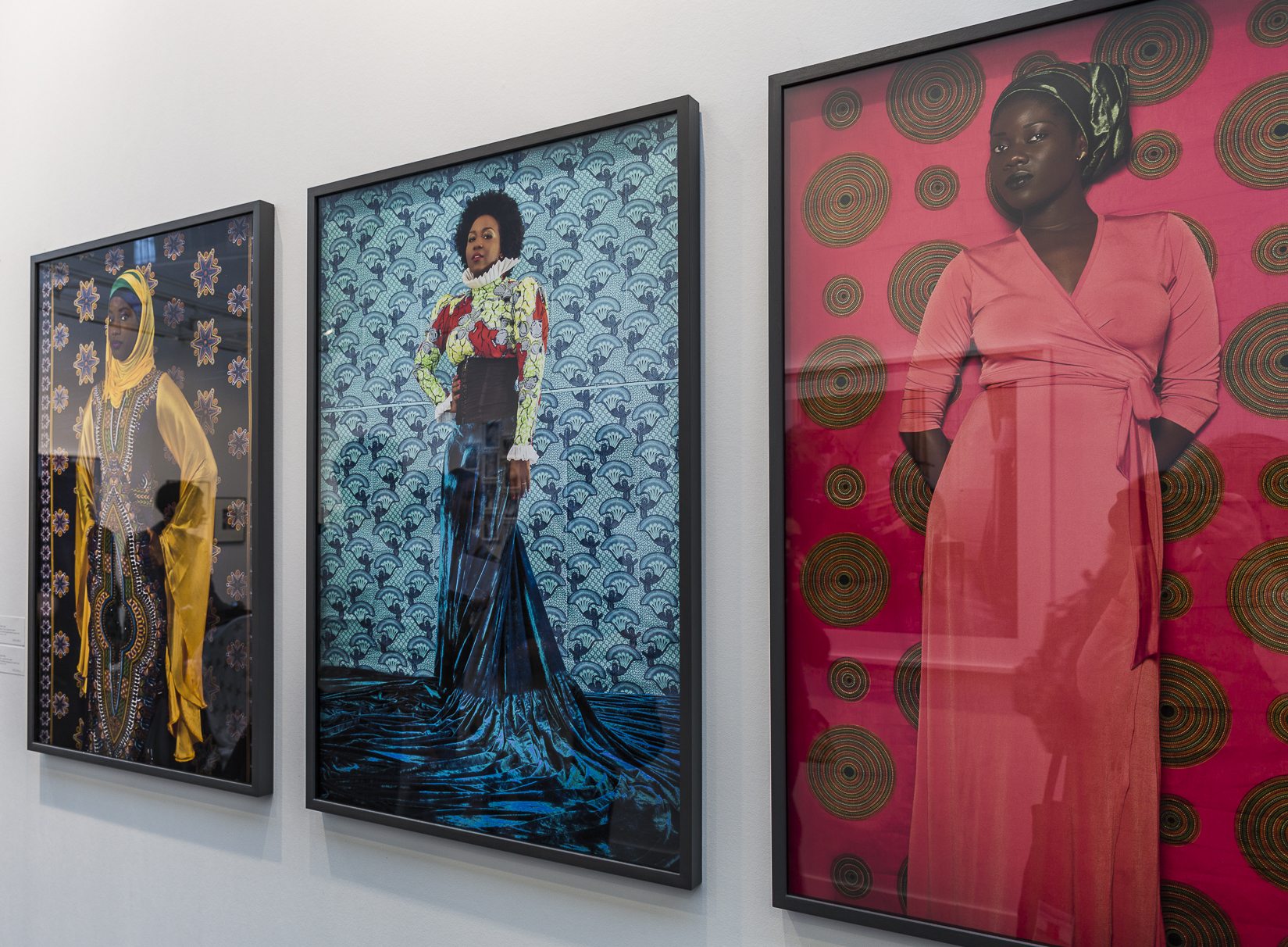
Výstava autora na Paris Photo, 2015

Omar Victor Diop (* 1980) je senegalský fotograf, jehož koncepčně bohatá díla jsou vystavována po celém světě. Žije a pracuje v Dakaru.

## Životopis
Omar Victor Diop se narodil v Dakaru v Senegalu. Je nejmladším ze šesti dětí a jeho rodiče si cenili vzdělání jako prostředku k hledání příležitosti. Spolu se svými sourozenci od mladého věku navštěvoval optimální školní docházku, což vyústilo v kariéru v oblasti financí a podnikové komunikace. Vystudoval ESCE International Business School v Paříži, poté pracoval ve společnosti Ernst & Young jako analytik a poté u British American Tobacco v oddělení afrických mezinárodních vztahů.
Po jednoleté pauze z podnikového života učinil Diop v roce 2010 posun směrem k umělecké kariéře. Jeho debutovým projektem, Móda 2112, Budoucnost krásy, byla série fotografií, která byla uvedena na Panafrické výstavě afrického bienále fotografie v Bamaku v Mali (2011). Úspěch a uznání tohoto projektu vyústilo v Diopovu pozornost výhradně na fotografii.

## Dílo
Ačkoli Diop zahájil svou kariéru v oblasti komunikací, v roce 2010 se přesunul do velmi aktivního teritoria módní fotografie. Předtím experimentoval s krajinářskou fotografií a později pracoval mimo jiné pro módní společnosti Bantu Wax a Adama Paris. V září 2013 produkoval 70 procent trhu komerční reklamy na Dakaru. Zatímco nadále pracuje v komerční oblasti, jeho studiová praxe spočívá ve stylu uměleckého portrétu; často autoportréty. Produkuje cykly a stejně jako malinský fotograf Seydou Keïta navazuje na tradici africké studiové fotografie.

## Série
Diop vydal řadu cyklů, včetně:
- Liberty (2016): Fotografická série, která líčí, interpretuje a srovnává historicky určující momenty černé historie.[5]

- Hopeful Blues (2015): Série, která zkoumá naději a odolnost prostřednictvím portrétů uprchlíků Agentury OSN pro uprchlíky.[6] (Součástí cyklu je jeho exponát s názvem Utečenec[7])

- Project Diaspora (2015): Série autoportrétů, ve které Diop přetváří evropské obrazy vzdělaných, stylových a sebevědomých historických osobností africké diaspory z 15. a 16. století. Diop plánuje rozšířit působnost projektu Diaspora na Asii, Ameriku a Střední východ.[8]

- Re-mix Hollywood (2013): Spolupráce s francouzským americkým fotografem Antoine Tempé. Tato série, která se skládá z 20 fotografií, je založena na ikonických momentech populárních amerických a francouzských filmů a nahrazuje hlavní postavy jednotlivci ze Senegalu a Pobřeží slonoviny.[9]

## Výstavy
Diop se zúčastnil mnoha mezinárodních výstav, včetně:

### Skupinové výstavy
Podle zdroje:
- Radical Revisionists: Contemporary African Artists Confronting Past and Present (Radikální revizionisté: Současní afričtí umělci konfrontovaní s minulostí a současností), Moody Center for the Arts, Houston, Texas (2020)[11]
- Making Africa: A Continent of Contemporary Design, Vitra Design Museum, Weil am Rhein, Německo (2019)
- 1.54 Contemporary African Art Fair, Avenue Bad Jdid, Marrákeš (2019)
- African Passions, Cadaval Palace, Evora, Portugalsko (2018)
- Paris Photo, Grand Palais, Paříž, Francie (2017)
- Festival Photo, La Gacilly, Bretaň, Francie (2017)
- Art / Afrique, le nouvel atelier, Nadace Louise Vuittona, Paříž, Francie (2017)
- Untitled Miami Beach, Miami, Florida (2016)
- African Folk Art?: Contemporary Creations in Sub-Saharian Africa, (Africké lidové umění?: Současná tvorba v subsaharské Africe,) FRAC, Akvitánie, Francie (2016)

### Samostatné výstavy
Podle zdroje:
- A Queen Within Adorned Archetypes, Muzeum populární kultury, Seattle, Washington (2019)
- Liberty / Diaspora, autogram, Londýn, Anglie (2018)
- Biennal Visual Arts of Mercosul, Santander Cultural, Porto Alegre, Brazílie (2018)
- Afrika Afrika, Palazzo Litta, Milán, Itálie (2018)

## Sbírky
Diopovu práci lze nalézt v řadě veřejných sbírek, včetně:
- Louis Vuitton Foundation, Paříž, Francie[4]
- Brooklynské muzeum, New York[12]
- The Frances Young Tang Teaching Museum and Art Gallery v New Yorku[13]
- Block Museum of Art at Northwestern University, Illinois[14]

## Trh s uměním
Omar Victor Diop je zastoupen galerií MAGNIN-A v Paříži a Elaine Harris ve společnosti AfricaLive Productions Archivováno 4. 5. 2021 na Wayback Machine..

## Podobní umělci
- J. D. 'Okhai Ojeikere
- Malick Sidibé
- Samuel Fosso
- Pieter Hugo
- Rotimi Fani-Kayode
- Phumzile Khanyile
- Edson Chagas
- Aida Muluneh
- Leonce Raphael Agbodjelou
- Yinka Shonibare